# الظهر
الظهر منتصف النهار ای زوال الشمس، الوقت الذي وقع الشمس علی خط نصف النهار المحلي. وهو ساعة 12 من زمان الشمسي أي ما بین 11:43 إلى 12:14 زمان رسمي. و أيضا توجد صلاة فى هذا الوقت أسمها صلاة الظهر أو تسمى صلاة الهجير ( الإسلام ).